# Franz Rosenzweig
Franz Rosenzweig (německá výslovnost: IPA: [ˌfʁant͡s ˈʁoːzn̩ˌt͡svaɪ̯k],  poslech; 25. prosince 1886 Kassel – 10. prosince 1929 Frankfurt nad Mohanem) byl německo-židovský filozof, překladatel Bible a spolu s M. Buberem tvůrce filozofie dialogu.

## Životopis
Rosenzweig se narodil v zámožné rodině liberálních Židů, studoval nejprve medicínu, od roku 1907 historii a filosofii ve Freiburgu, kde roku 1912 u F. Meineckeho promoval prací o Hegelovi, v níž kritizoval Hegelův názor o bezvýznamnosti jednotlivce pro celek. Roku 1913 pod vlivem svých křesťanských přátel přestoupil k protestantismu, brzy však tento krok odvolal a věnoval se studiu judaismu u Hermanna Cohena v Berlíně. Za války navázal korespondenci s právním historikem E. Rosenstock-Huessym a začal pracovat na svém hlavním díle, Hvězdě vykoupení (1921).
Po válce byl Rosenzweig pověřen vybudováním Svobodné židovské školy ve Frankfurtu, kde spolupracoval s M. Buberem, G. Scholemem a E. Frommem. Roku 1922 onemocněl roztroušenou sklerózou, takže musel školu opustit. Přesto pracoval na překladech básní Jehudy Haléviho (1075–1141) a společně s Buberem na novém překladu Bible. Knížku Nové myšlení (1925) diktoval už zcela ochrnutý své ženě jen pohyby očí.
Rosenzweig rozhodujícím způsobem ovlivnil židovské myšlení 20. století, zejména M. Bubera, E. Lévinase a G. Scholema. Buber-Rosenzweigovu medaili uděluje každoročně rada Společností pro křesťansko-židovskou spolupráci osobám, jež se o tuto spolupráci zvláště zasloužily.

## Spisy
Roku 1917 uveřejnil jím objevený rukopis prvního programu německého idealismu, společně vypracovaného Hegelem, Schellingem a Hölderlinem. Další významné publikace:
- Hegel und der Staat (Hegel a stát, 1920)
- Bildung und kein Ende (Vzdělání bez konce, 1920)
- Der Stern der Erlösung (Hvězda vykoupení, 1921), Rosenzweigovo hlavní dílo z filosofie náboženství; Plný text zde – de
- Das Büchlein vom gesunden und kranken Menschenverstand (Knížka o zdravém a nemocném lidském rozumu, 1922)
- Sechzig Hymnen und Gedichte des Jehuda Halevi (60 hymnů a básní J. Haléviho, 1924)
- Die fünf Bücher der Weisung (první část překladu Bible s M. Buberem, 1925).

Sebrané spisy (Gesammelte Schriften) vyšly v Haagu v letech 1976–1984 (6 svazků).